# Warszawianka 1831 roku

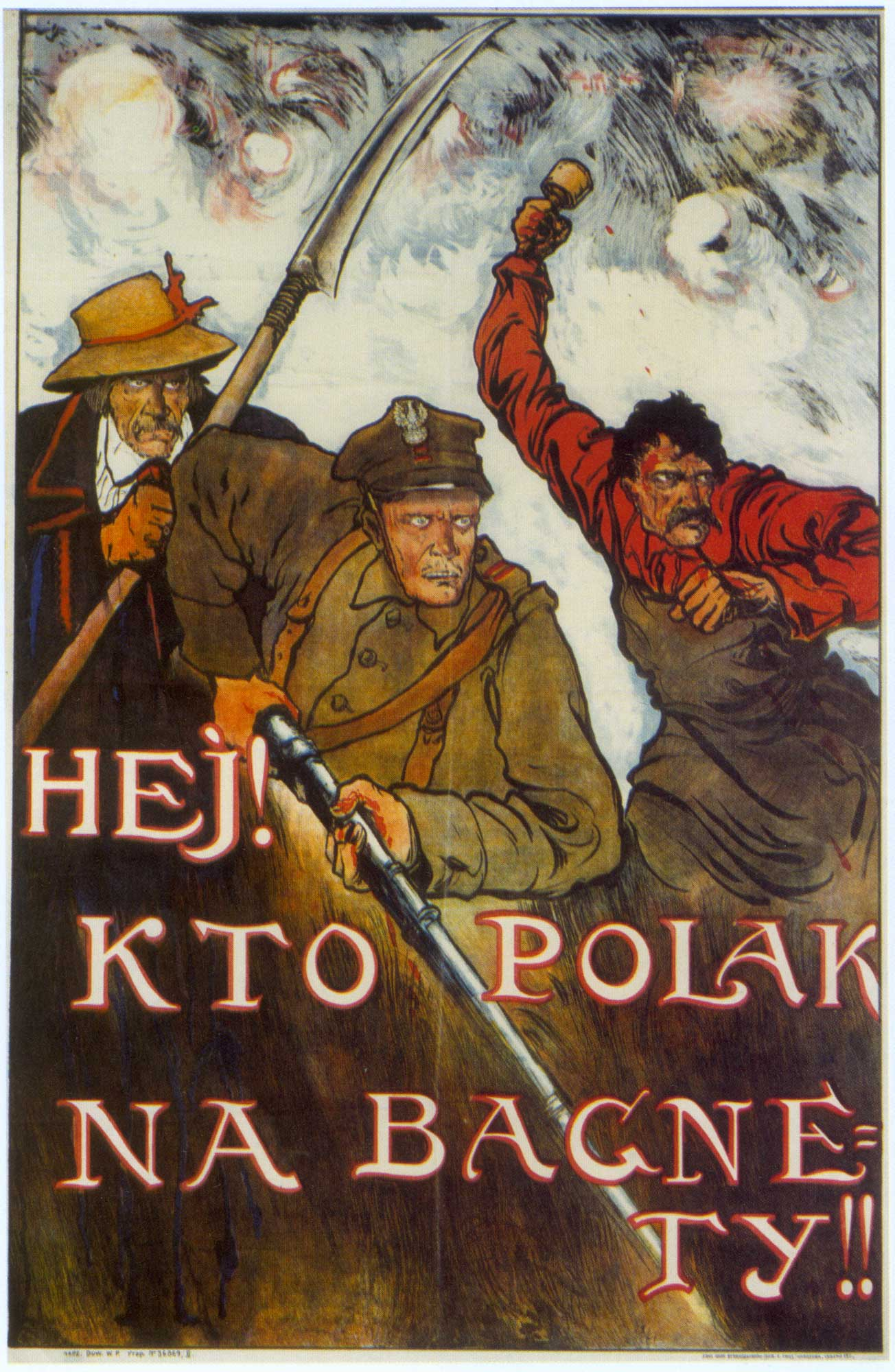

Warszawianka 1831 roku o La Varsovienne (in italiano La canzone di Varsavia 1831) è una canzone scritta da Casimir François Delavigne, con musica di Karol Kurpiński.
La canzone fu scritta in sostegno alla rivolta di novembre del 1830—1831. Il poeta francese Casimir Delavigne fu affascinato e ispirato dalle notizie dell'insurrezione che giungevano a Parigi, e scrisse le parole, che furono tradotte in polacco dallo storico giornalista e poeta Karol Sienkiewicz (zio di  Henryk Sienkiewicz).
La canzone è talvolta confusa con una successiva (1905) canzone rivoluzionaria polacca con lo stesso nome (Warszawianka 1905 roku) la cui musica fu utilizzata per la canzone anarchica spagnola del 1936 A las barricadas.